# Nihat Bekdik
Nihat Bekdik (* 17. März 1902 in Istanbul; † 21. Juni 1972 ebenda) war ein türkischer Fußballspieler. Durch seine langjährige Tätigkeit für Galatasaray Istanbul wird er sehr stark mit diesem Verein assoziiert. Auf Fan- und Vereinsseiten wird er als einer der bedeutendsten und beliebtesten Spieler der Klubgeschichte aufgefasst. Die Zuschauer und seine Mitspieler nannten ihn Aslan Nihat (deutsch Nihat der Löwe).

## Karriere

### Vereine
Bekdik spielte zum ersten Mal als Profifußballer 1918 bei Galatasaray Istanbul. Bekdik spielte insgesamt 18 Jahre lang als Profifußballer für Galatasaray und nie für ein anderes Team. In dieser Zeit bei Galatasaray wurde Nihat fünf Mal türkischer Meister.

### Nationalmannschaft
Seine Karriere in der Nationalmannschaft begann am 26. Oktober 1923 im Taksim-Stadion in Istanbul gegen Rumänien, im ersten Spiel der türkischen Nationalmannschaft überhaupt. Zwischen 1923 und 1931 spielte er 18 Mal für die türkische Nationalmannschaft.

## Tod
Bekdik erlag am 21. September 1972 in seiner Geburtsstadt Istanbul einer Herzinsuffizienz. Einen Tag später wurde er vor vielen prominenten Gästen auf dem Istanbuler Friedhof Zincirlikuyu beerdigt.